# Cantó de Blanzac-Porcheresse
El cantó de Blanzac-Porcheresse és un cantó francès del departament del Charente, situat al districte d'Angulema. Té 17 municipis i el cap és Blanzac-Porcheresse.

## Municipis
- Aubeville
- Bécheresse
- Bessac
- Blanzac-Porcheresse
- Chadurie
- Champagne-Vigny
- Claix
- Cressac-Saint-Genis
- Étriac
- Jurignac
- Mainfonds
- Mouthiers-sur-Boëme
- Péreuil
- Pérignac
- Plassac-Rouffiac
- Saint-Léger
- Voulgézac

| Data d'elecció                           | Identitat       | Partit                     | Qualitat |
| ---------------------------------------- | --------------- | -------------------------- | -------- |
| 1945-1976                                | Émilien Tardat  | MRP, després CD            |          |
| 1976-1982                                | Jacques Péraud  | Divers droite              |          |
| 1982-2001                                | Philippe Arnaud | UDF-CDS                    |          |
| 2001-                                    | François Lucas  | Divers droite, després UMP |          |
| les dades anteriors no són pas conegudes |                 |                            |          |
|                                          |                 |                            |          |